# Mount Janetschek
Mount Janetschek ist ein 1455 m hoher Berg unweit der Scott-Küste des ostantarktischen Viktorialands. Er ragt an der Südflanke des Larsen-Gletschers zwischen dem Widowmaker Pass und Mount Larsen auf. 
Der United States Geological Survey kartierte ihn anhand eigener Vermessungen und Luftaufnahmen der United States Navy aus den Jahren von 1955 bis 1963. Das Advisory Committee on Antarctic Names benannte ihn 1968 nach dem österreichischen Biologen Heinz Janetschek (1913–1997), der von 1961 bis 1962 auf der McMurdo-Station tätig war.